# 90825 Lizhensheng
90825 Lizhensheng è un asteroide della fascia principale. Scoperto nel 1995, presenta un'orbita caratterizzata da un semiasse maggiore pari a 2,6906465 UA e da un'eccentricità di 0,1288800, inclinata di 2,09837° rispetto all'eclittica.